# Station Biały Dunajec
Station Biały Dunajec is een spoorwegstation in de Poolse plaats Biały Dunajec.